# Venturia inaequalis
Pour les articles homonymes, voir Venturia.
Espèce
Venturia inaequalis est une espèce de champignons ascomycètes de la famille des Venturiaceae. Il est responsable de la tavelure du pommier.

## Caractéristiques

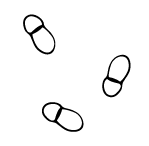
Ascospores bicellulaires typiques dites en semelle de chaussure

Le champignon produit dans chaque asque huit ascospores bicellulaires.